# William S. Haynes
Pour les articles homonymes, voir Haynes.
William S. Haynes (1864-1939) est le fondateur de la compagnie « William S. Haynes Flute Company » de Boston, fondée en 1888, réputée mondialement pour la fabrication de flûtes de concert.

## Biographie
Fils d'un marin et d'une institutrice, il établit sa boutique de fabrication d'instruments à Piemont Street dans le quartier de Bay Village à Boston. Il a déposé plusieurs brevets, et devient fournisseur de flûtes en argent, en or et en platine pour les plus célèbres orchestres et solistes du monde entier. Des instrumentistes comme Georges Barrère et Jean-Pierre Rampal ont notamment joué sur ce type d'instrument. La pièce Densité 21,5 a été composée en 1936 par Edgard Varèse pour une flûte en platine, mais en fait sa densité était légèrement plus élevée. C'était alors la première flûte en platine aux États-Unis.
William S. Haynes a pris sa retraite en 1936 en Floride où il meurt en 1939.

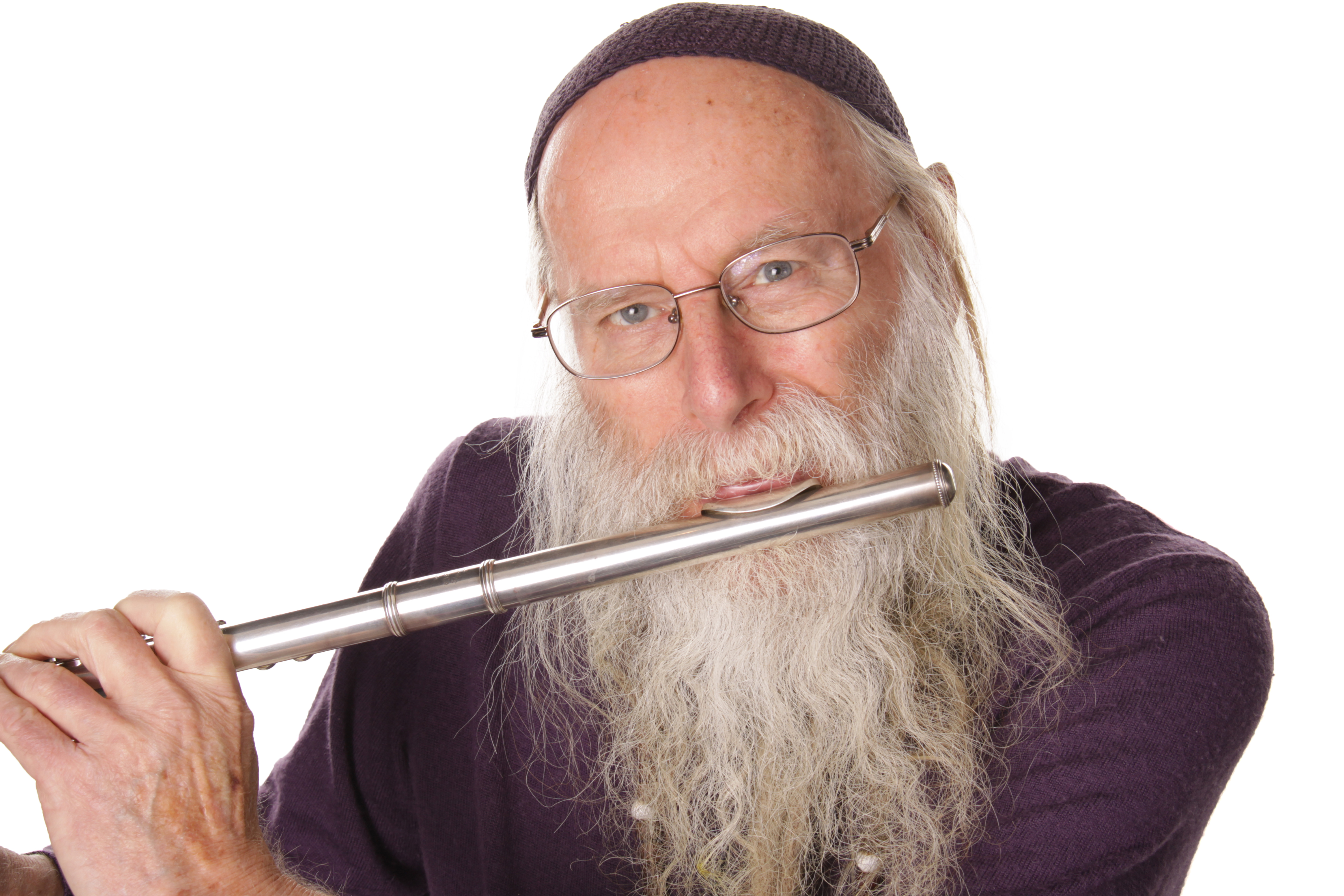
Dean Evenson jouant sur une flûte Haynes en argent.